# 2M–3
A 2M–3 szovjet 25 mm-es, kétcsövű hajófedélzeti automata tüzérségi rendszer, melyet főként önvédelmi fegyverként alkalmaztak kisebb hadihajókon. A Tulai Gépgyárban gyártották az 1940-es évek végétől, ahol 855 darab készült.

## Története
Eredetileg a 183 és 184-es típusú torpedónaszádok fegyverzetéhez szánták. A Haditengerészeti Tudományos Kutatóintézet (ANIMI) 1945 februárjában adta ki egy 25 mm-es kétcsövű tüzérségi fegyverre vonatkozó harcászati-műszaki követelményeket, majd a Szovjet Haditengerészet Főparancsnoksága 1947 márciusában hagyta azokat jóvá. A Szovjetunió Minisztertanácsa 1949-ben bízta meg az OKB–43-as tervezőirodát a tüzérségi eszköz kifejlesztésével, míg a gépágyút az OKB–16 (napjainkban: KB Tocsmas) készítette.